# 山県四郎
山県 四郎（やまがた しろう、1902年12月26日 - 1989年8月2日）は、日本の経営者。三菱金属鉱業社長、会長を務めた。山口県出身。

## 経歴
1927年に東京帝国大学工学部冶金学科を卒業し、同年4月に三菱鉱業に入社。1950年4月に太平鉱業取締役に就任し、1956年6月に三菱金属鉱業常務を経て、1960年3月には社長に就任。1967年5月に会長に就任し、1971年11月には相談役に就任。1971年11月から1983年6月までには三菱原子力燃料社長を務め、日本鉱業協会会長も務めた。

1963年に藍綬褒章を受章し、1973年に勲二等瑞宝章を受章。
1989年8月2日心不全のために死去。86歳没。